# Västliga schismen
För schismen mellan den romerska-katolska och de ortodoxa kyrkorna, se östliga schismen.

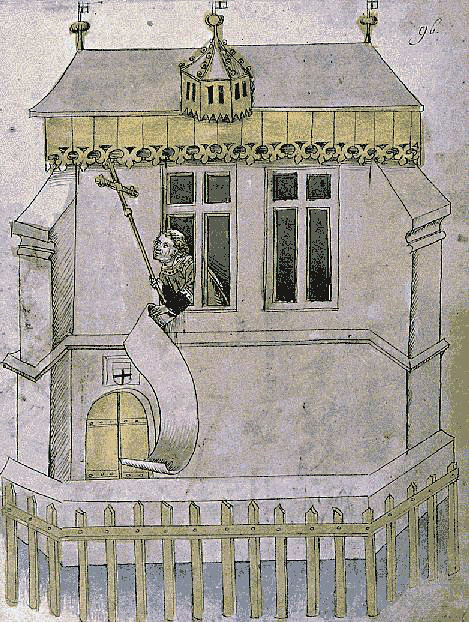
Valet av påve Martin V tillkännages (1415) och därmed är den stora schismen slut.

Västliga schismen, även kallad occidentala schismen, stora schismen eller påveschismen, är beteckningen på tiden mellan 1378 och 1417, då det rådde allvarliga meningsskiljaktigheter om successionen inom den latinska kyrkan. Den ska inte förväxlas med den stora schism som ledde till en varaktig åtskillnad av de ortodoxa och romerska kyrkorna. I motsats till andra tvister, till exempel schismen under kejsar Fredrik I:s tid, uppstod den här schismen inte under en världslig härskares påtryckningar. Därtill påverkade den hela Västeuropa.
Utgångspunkten var slutet på Avignonpåvedömet genom påve Gregorius XI:s och kurians återvändande till Rom från Avignon. Efter att Gregorius XI dött och påve Urban VI valts uppstod meningsskiljaktigheter i den splittrade kurian, som var under franskt inflytande. Franska kardinaler bestred valet och valde Clemens VII, som främst understöddes i Frankrike, medan Urban erkändes av bland andra kejsar Karl IV och hans efterträdare Wenzel. Det fanns nu två påvar: en i Rom, den andre i Avignon. Det uppstod ett maktspel, som drabbade hela Europa och som ledde till ett raskt förfall av påvedömets auktoritet i moralfrågor.
Det gjordes flera ansatser att bilägga situationen, men alla misslyckades, ända tills ropet på ett koncilium blev allt högre. Konciliet i Pisa 1409 förvärrade emellertid läget. Konciliet i Pisa förklarade påvarna i Rom och Avignon för illegitima och utnämnde sin egen motpåve, Alexander V med säte i Bologna. Då de båda avsattförklarade påvarna, Gregorius XII i Rom och Benediktus XIII i Avignon, inte erkände den nyvalde påve Alexander V eller dennes efterföljare Johannes XXIII, fanns det nu inte längre två, utan istället tre påvar, vilka var och en ansåg sig som rättmätig påve.
I desperation bad kejsar Sigismund motpåven i Pisa, Johannes XXIII, att sammankalla ett nytt koncilium, denna gång i Konstanz (1417). Man lyckades lösa tvisten och en ny påve kunde väljas: Martin V, även om en av de två andra påvarna, motpåven Benediktus XIII, motsatte sig konciliets utslag. Efter att hans bägge efterträdare som motpåve, Clemens VIII och Benedictus XIV, avlidit, var dock schismen slutligiltigt övervunnen. Resultatet av konciliet i Konstanz gav konciliarismen ett starkt uppsving under de följande århundradena.
Den svenske prästen och sedermera ärkebiskopen Yngve Brilioth disputerade 1916 på en avhandling om Den påvliga beskattningen av Sverige intill den stora schismen.
| Påvar under den stora schismen |
| ------------------------------ |
|                                |